# Saint-Siméon-de-Bressieux
Saint-Siméon-de-Bressieux är en kommun i departementet Isère i regionen Auvergne-Rhône-Alpes i sydöstra Frankrike. Kommunen ligger i kantonen Saint-Étienne-de-Saint-Geoirs som tillhör arrondissementet Grenoble. År 2022 hade Saint-Siméon-de-Bressieux 3 107 invånare.

## Befolkningsutveckling
Antalet invånare i kommunen Saint-Siméon-de-Bressieux
Referens:INSEE